# 18. únor
18. únor je 49. den roku podle gregoriánského kalendáře. Do konce roku zbývá 316 dní (317 v přestupném roce). Svátek má Gizela.

## Události

### Česko
- 1126 – V bitvě u Chlumce zvítězil český kníže Soběslav I. nad německým králem Lotharem III. V bitvě padl Ota II. Olomoucký.
- 1318 – Pražská Městská rada na Starém Městě schválila status krejčovského cechu, který je nejstarším známým a dochovaným cechovními statutem v Čechách.
- 1769 – Marie Terezie vydala nový hrdelní zákon, jimž se zapovídaly středověké tresty mučení.
- 1937 – Československá vláda vydala Program národnostní politiky.
- 1952 – Z bran továrny Praga v pražských Vysočanech vyjel první prototyp legendární "vejtřasky" (V3S).
- 1981 – Byla vyhlášena CHKO Bílé Karpaty.
- 2002 – Lípy u Mže byly prohlášeny za památné stromy.

### Svět
- 1229 – Šestá křížová výprava: císař Fridrich II. Štaufský podepsal desetiletou dohodu s al-Kamilem, týkající se Jeruzaléma, Nazarethu a Betléma, které získal bez použití vojenské síly či papežovy pomoci.
- 1536 – Francie a Turecko podepsali vojensko-obchodní smlouvu proti králi Karlovi V.
- 1563 – Atentát na francouzského vévodu Františka de Guise.
- 1930 – Clyde Tombaugh při studiu fotografií, které pořídil v lednu, objevil trpasličí planetu Pluto.
- 1965 – Gambie získala nezávislost na Velké Británii.
- 1984 – Mezi Vatikánem a Itálií byl uzavřen nový konkordát.
- 2004 – Výbuch vlaku přepravujícího benzín, hnojiva a síru v Íránu zabil 320 lidí.
- 2005 – Ve Spojeném království nabyl účinnosti zákon o zákazu honu na lišku.
- 2021 – Na Marsu úspěšně přistálo vozítko NASA Perseverance.

## Narození

### Česko

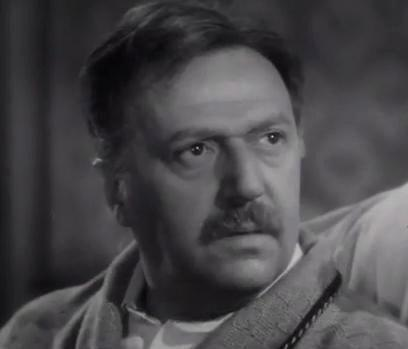
Hugo Haas (* 1901)

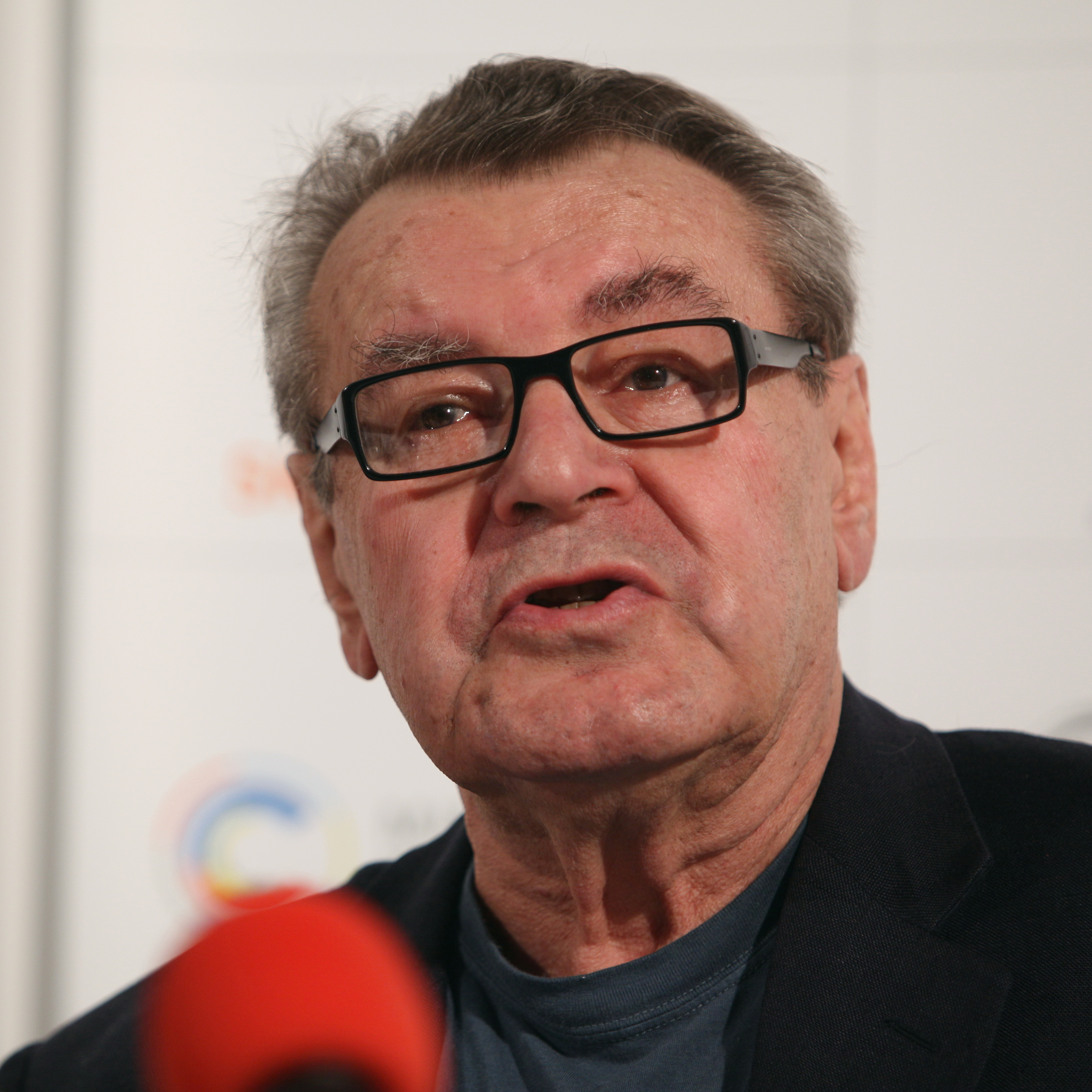
Miloš Forman (* 1932)

- 1694 – Jan Kryštof Handke, barokní malíř († 31. prosince 1774)
- 1780 – Josefa Pedálová, řeholnice a spisovatelka († 4. března 1831)
- 1793 – Josef Chmela, pedagog a spisovatel († 28. února 1847)
- 1711 – Antonín Gerber, hudební skladatel a flétnista († 25. listopadu 1792)
- 1814 – Jan Krouský, organizátor hospodářského života na Mladoboleslavsku († 4. října 1876)
- 1819 – Prokop Chocholoušek, novinář a spisovatel († 5. července 1864)
- 1830 – Karl Moritz Zedtwitz, rakouský a český šlechtic a politik německé národnosti († 1915)
- 1834 – Bedřich Karel Kinský, šlechtic a politik († 23. září 1899)
- 1838 – Ernst Mach, rakouský teoretický fyzik a filozof († 19. února 1916)
- 1846 – Kuneš Kunz, organizátor českojazyčného školství v Brně († 17. června 1890)
- 1847 – Leopoldina Ortová, herečka († 7. března 1903)
- 1859 – Ondřej Kadlec, houslista, dirigent a hudební skladatel († 6. února 1928)
- 1860 – Enrique Stanko Vráz, cestovatel († 20. února 1932)
- 1864 – Alois Podhajský, československý armádní generál († 24. prosince 1946)
- 1872 – Jiří Pichl, československý politik († 20. prosince 1952)
- 1877 – Josef Tykal, československý politik († 1952)
- 1878 – Cyril Novotný, hudebník a pedagog († 4. srpna 1946)
- 1888 – Josef Martínek, hudební pedagog a skladatel († 29. května 1962)
- 1896 – Svatopluk Innemann, režisér, scenárista, kameraman a herec († 30. října 1945)
- 1901 – Hugo Haas, herec a režisér († 1. prosince 1968)
- 1907 – Ludvík Klímek, malíř a podnikatel († 31. července 1959)
- 1911 – Erich Kulka, spisovatel († 12. července 1995)
- 1920 – Zdenka Sulanová, herečka a zpěvačka († 9. srpna 2004)
- 1923
  - Antonín Jedlička, herec († 28. srpna 1993)
  - Zdeněk Podskalský, režisér a herec († 29. října 1993)
- 1929 – Jiří Hanibal, spisovatel, scenárista a režisér († 22. srpna 2024)
- 1930
  - Karel Janovický, hudební skladatel, klavírista a publicista († 9. ledna 2024)
  - Barbara Krzemieńska, historička († 5. ledna 2006)
- 1932 – Miloš Forman, česko-americký filmový režisér a scenárista († 13. dubna 2018)
- 1938 – Ivan Pavlů, archeolog
- 1941
  - Hana Růžičková, sportovní gymnastka, stříbrná medaile z LOH 1960 a 1964 († 29. května 1981)
  - Věra Petráčková, bohemistka, slavistka, lexikografka († 23. května 1998)
- 1943 – Miroslav Tyl, botanik a politik
- 1946 – Ivan Odilo Štampach, teolog, religionista a pedagog
- 1950
  - Jaroslav Radvanovský, hokejový brankář
  - Václav Šanda, geodet, kartograf
- 1951 – Martin Švehla, dětský herec a současný ekonom
- 1954 – Aleš Kuneš, fotograf
- 1957 – Miroslav Adámek, malíř, grafik a ilustrátor († 22. ledna 2002)
- 1969 – Kateřina Thorová, psycholožka a spoluzakladatelka APLA ČR a NAUTIS
- 1972 – Vendula Svobodová, prezidentka nadačního fondu Kapka naděje, manželka hudebního skladatele Karla Svobody
- 1973 – Pavlína Němcová, modelka, herečka a producentka
- 1973 – Václav Šálek, fotograf
- 1975 – Roman Rygl, ragbista
- 1987 – Pekař, zpěvák, skladatel a tanečník
- 1989 – Beáta Kaňoková, herečka

### Svět

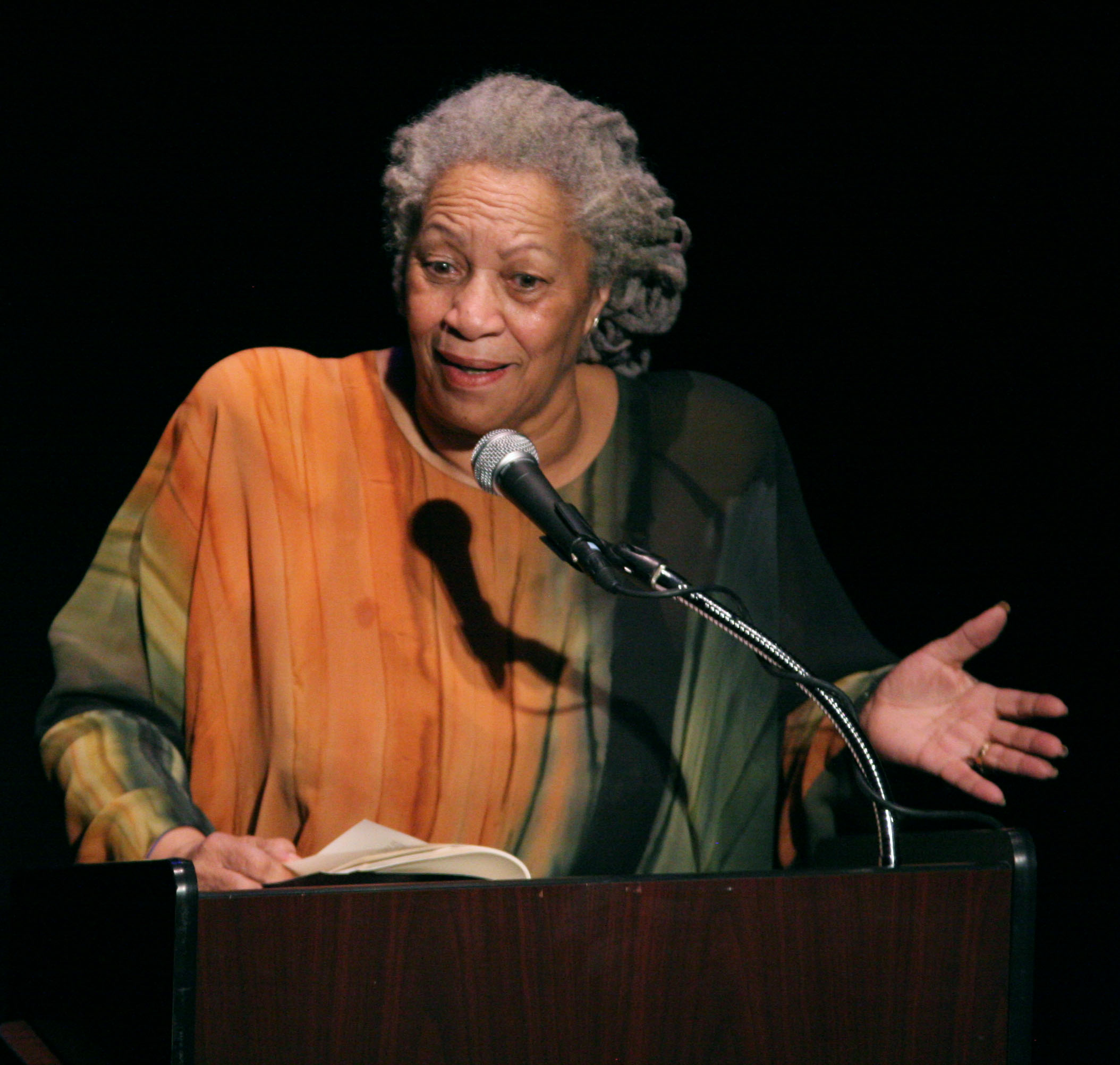
Toni Morrisonová (* 1931)

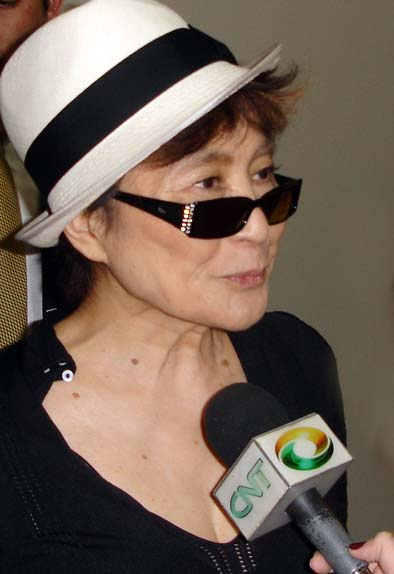
Yoko Ono (* 1933)

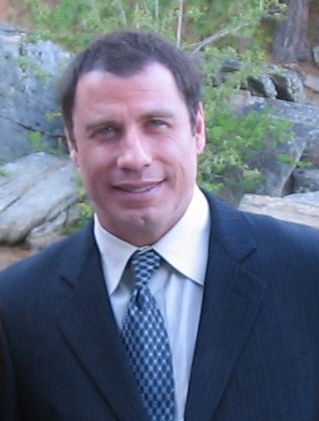
John Travolta (* 1954)

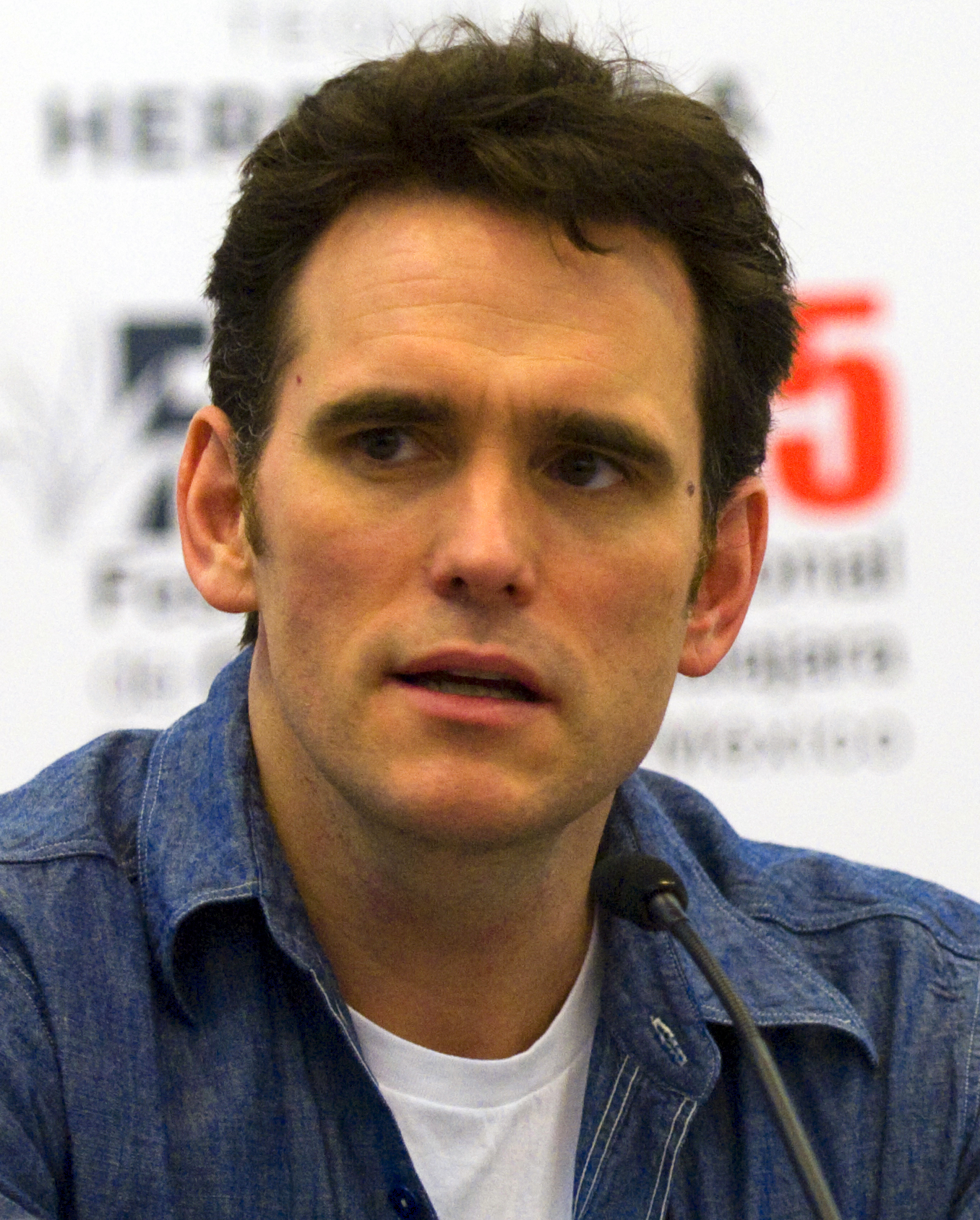
Matt Dillon (* 1964)

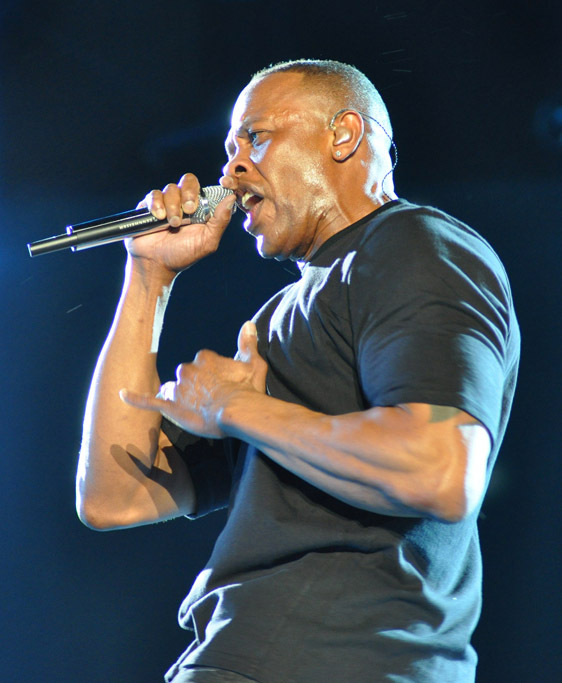
Dr. Dre (* 1965)

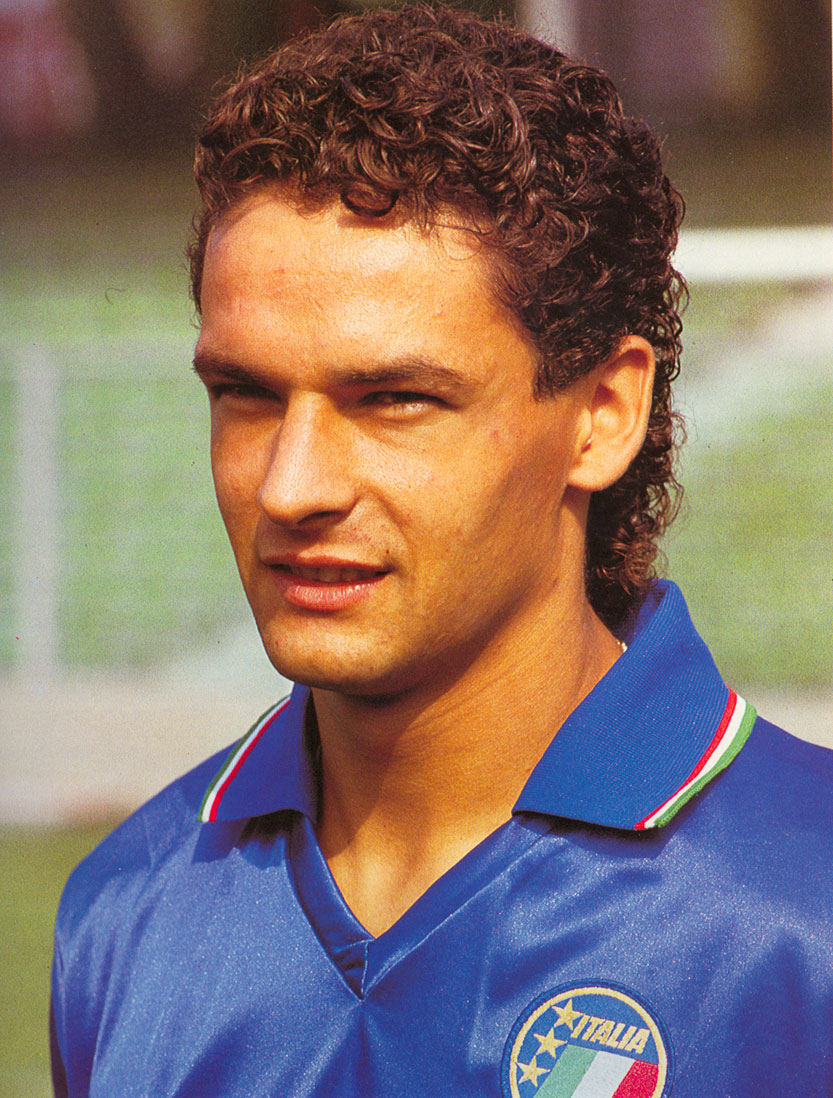
Roberto Baggio (* 1967)

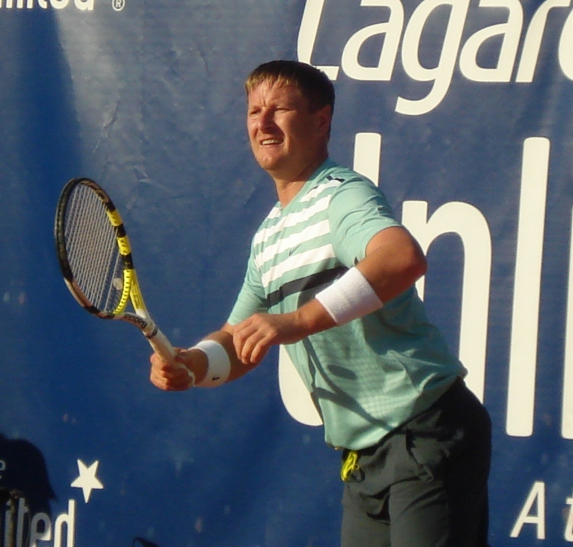
Jevgenij Kafelnikov (* 1974)

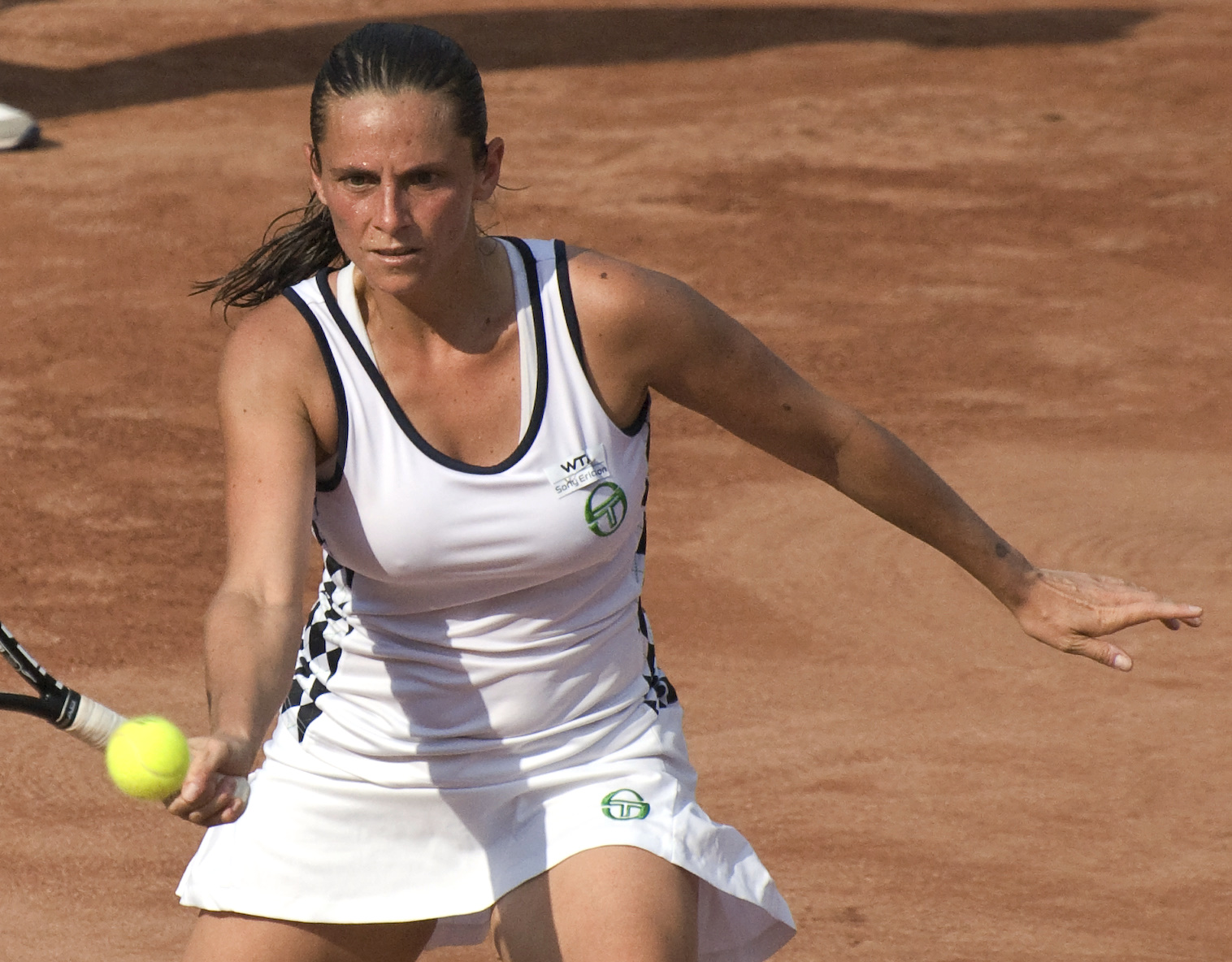
Roberta Vinciová (* 1983)

- 1201 – Naṣīr al-Dīn al-Ṭūsī, perský učenec († 26. června 1274)
- 1374 – Svatá Hedvika, královna polská († 17. června 1399)
- 1404 – Leon Battista Alberti, italský humanista, spisovatel a jazykovědec († 1472)
- 1516 – Marie I., královna Anglie († 17. listopadu 1558)
- 1530 – Kenšin Uesugi, japonský vládce († 19. května 1578)
- 1543 – Karel III. Lotrinský, vévoda lotrinský († 14. května 1608)
- 1589 – Maarten Gerritsz Vries, nizozemský mořeplavec († 1647)
- 1609 – Edward Hyde, 1. hrabě z Clarendonu, anglický státník, politik a spisovatel († 9. prosince 1674)
- 1615 – Marie Kateřina Farnese, italská šlechtična a vévodkyně z Modeny († 25. července 1646)
- 1626 – Francesco Redi, italský lékař a přírodovědec († 1. března 1697)
- 1658 – Abbé de Saint-Pierre, francouzský kněz, diplomat a osvícenský politický myslitel († 29. dubna 1743)
- 1745 – Alessandro Volta, italský fyzik († 5. března 1827)
- 1795 – Charles Crozatier, francouzský sochař († 8. února 1855)
- 1816 – Robert von Benda, německý šlechtic a politik († 16. srpna 1899)
- 1825 – Mór Jókai, maďarský spisovatel († 5. května 1904)
- 1827
  - Heinrich Brugsch, německý egyptolog († 9. září 1894)
  - Leopold Abaffy, slovenský spisovatel († 27. února 1883)
- 1836 – Šrí Rámakršna, indický mystik a hinduistický filozof († 16. srpna 1886)
- 1839 – Harry Govier Seeley, britský paleontolog († 8. ledna 1909)
- 1849 – Alexander Kielland, norský spisovatel († 6. dubna 1906)
- 1857 – Max Klinger, německý sochař, malíř a grafik († 4. července 1920)
- 1858
  - Luisa Belgická, belgická princezna († 1. března 1924)
  - Wilhelm Schmidt, německý konstruktér a vynálezce († 16. února 1924)
- 1860 – Anders Zorn, švédský malíř a grafik († 22. srpna 1920)
- 1867 – Hedwiga Courthsová-Mahlerová, německá spisovatelka († 26. listopadu 1950)
- 1875 – Walter Andrae, německý archeolog († 28. července 1956)
- 1882 – Petre Dumitrescu, rumunský generál († 15. ledna 1950)
- 1883 – Nikos Kazantzakis, řecký spisovatel († 26. října 1957)
- 1885 – Henri Laurens, francouzský sochař, grafik a ilustrátor († 5. května 1954)
- 1889 – Gerhard Marcks, německý sochař († 13. listopadu 1981)
- 1895 – Semjon Konstantinovič Timošenko, maršál SSSR († 31. března 1970)
- 1896 – André Breton, francouzský spisovatel († 1966)
- 1898 – Enzo Ferrari, zakladatel automobilky Ferrari († 14. srpna 1988)
- 1899 – Mervyn Johns, velšský herec († 6. září 1992)
- 1903 – Alexej Leonťjev, sovětský psycholog († 21. ledna 1979)
- 1906 – Hans Asperger, rakouský pediatr († 21. října 1980)
- 1909 – Matti Järvinen, finský olympijský vítěz v hodu oštěpem († 22. července 1985)
- 1911 – Hans Woellke, německý olympijský vítěz ve vrhu koulí († 22. března 1943)
- 1913 – Artur Axmann, německý nacista († 24. listopadu 1996)
- 1914 – George Caddy, australský tanečník a fotograf († 21. října 1983)
- 1917 – Oliver F. Atkins, americký fotograf († 24. ledna 1977)
- 1919 – José de Jesús Pimiento Rodríguez, kolumbijský kardinál († 3. září 2019)
- 1922
  - Thomas Kuhn, německý filozof († 1996)
  - Hazy Osterwald, švýcarský jazzový hudebník, skladatel a kapelník († 26. února 2012)
- 1928
  - Harold Land, americký jazzový tenorsaxofonista († 27. července 2001)
  - John Ostrom, americký paleontolog († 16. července 2005)
  - Leif Preus, norský fotograf († 5. května 2013)
  - Eduard Hájek, slovenský malíř, ilustrátor, grafik, typograf a sochař († 1. ledna 2016)
  - Eeva Kilpiová, finská prozaička a básnířka
- 1931
  - Toni Morrisonová, americká spisovatelka, nositelka Nobelovy ceny za literaturu († 5. srpna 2019)
  - Marat Nikolajevič Tiščenko, ruský letecký konstruktér († 13. března 2015)
- 1933
  - Yoko Ono, japonsko-americká výtvarná umělkyně a hudebnice, druhá manželka Johna Lennona
  - Bobby Robson, anglický fotbalista a fotbalový trenér († 31. července 2009)
- 1934 – Skip Battin, americký hudebník († 6. července 2003)
- 1936
  - Philip Jones Griffiths, velšský fotožurnalista († 19. března 2008)
  - Jean M. Auelová, americká spisovatelka
  - Jozef Vengloš, slovenský fotbalista, fotbalový funkcionář a trenér († 26. ledna 2021)
- 1938
  - Louis-Marie Billé, francouzský kardinál († 12. března 2002)
  - István Szabó, maďarský režisér
  - Ivans Bugajenkovs, lotyšský volejbalista
- 1940 – Fabrizio De André, italský písničkář († 11. ledna 1999)
- 1945
  - Ján Plachetka, slovenský šachista
  - Damjan Prelovšek, slovinský historik umění, diplomat a vodní slalomář
- 1946 – Angéla Némethová, maďarská olympijská vítězka v hodu oštěpem († 5. srpna 2014)
- 1947
  - Dennis DeYoung, americký hudebník (STYX)
  - Carlos Lopes, portugalský olympijský vítěz v maratonu na OH 1984
- 1950
  - Cybill Shepherdová, americká herečka, zpěvačka
  - John Hughes, americký filmový režisér, scenárista, producent a herec († 6. srpna 2009)
- 1953
  - Mihkel Mutt, estonský spisovatel
  - Gérard Rancinan, francouzský portrétní a reportážní fotograf
- 1954 – John Travolta, americký filmový herec
- 1955 – Dan Karabin, slovenský zápasník, olympijský medailista
- 1956 – Bidzina Ivanišvili, gruzínský premiér
- 1957 – Marita Kochová, německá sprinterka, olympijská vítězka
- 1958 – Louise Ritterová, americká olympijská vítězka ve skoku do výšky
- 1960 – Paul Mazzolini, italský zpěvák
- 1961 – Armin Laschet, německý politik
- 1964 – Matt Dillon, americký herec
- 1965 – Dr. Dre, americký raper, průkopník hip-hopové hudby
- 1967
  - Roberto Baggio, italský fotbalista
  - Colin Jackson, britský sprinter
- 1968 – Molly Ringwald, Americká herečka
- 1969 – Alexandr Mogilnyj, ruský hokejista
- 1974 – Jevgenij Kafelnikov, ruský tenista
- 1977 – Meredith Ostrom, americká herečka
- 1981 – Kamasi Washington, americký saxofonista
- 1982 – Krisztián Pars, maďarský atlet
- 1983 – Roberta Vinciová, italská tenistka
- 1991 – Esther Garrel, francouzská herečka
- 1992 – Martin Marinčin, slovenský hokejista
- 1993 – Stefano Ghisolfi, italský sportovní lezec
- 1994 – Jung Hoseok(J-hope) , korejský raper

## Úmrtí

### Česko

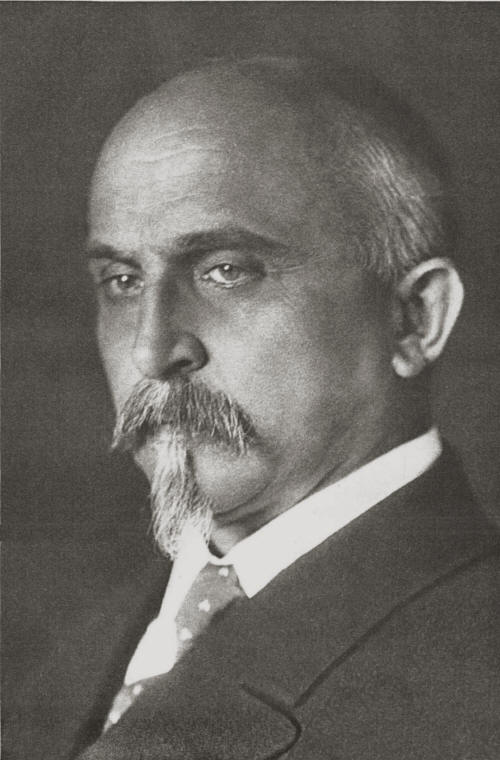
Alois Rašín († 1923)

- 1126 – Ota II. Olomoucký, český kníže olomouckého a brněnského údělu
- 1227/1228 – Vladislav, moravský markrabě, třetí syn českého krále Přemysla Otakara I. (* 1207)
- 1799 – Maurus Haberhauer, český řádový skladatel a hudební pedagog (* 13. března 1746)
- 1829 – Jan Křtitel Kuchař, český varhaník a hudební skladatel (* 5. března 1751)
- 1875 – Josef Neruda, český varhaník (* 16. ledna 1807)
- 1890 – Franz von Hein, ministr spravedlnosti Rakouského císařství (* 28. června 1808)
- 1907 – Jiří Pacold, rektor Českého vysokého učení technického (* 24. dubna 1834)
- 1914 – Emanuel Trmal, český právník a politik (* 22. listopadu 1830)
- 1923 – Alois Rašín, český politik a národohospodář (* 18. října 1867)
- 1940 – Friedrich Benze, český matematik (* 23. září 1873)
- 1942 – Dobroslav Orel, český hudební vědec (* 15. prosince 1870)
- 1958 – Jaroslav Kvapil, český klavírista, dirigent, hudební skladatel a pedagog (* 21. dubna 1892)
- 1980 – Václav Lohniský, český divadelní režisér a filmový herec (* 5. listopadu 1920)
- 1983 – František Horák, český knihovník, bibliograf (* 25. května 1911)
- 1986
  - Vladimír Kryštovský, kněz, teolog a vysokoškolský profesor (* 14. května 1909)
  - Václav Smetáček, hobojista, hudební skladatel a dirigent (* 30. září 1906)
  - Július Ďuriš, československý komunistický politik (* 9. března 1904)
- 1988 – Jaromír Tobola, katolický teolog (* 23. března 1916)
- 2001 – Zdeněk Borovec, český textař (* 7. ledna 1932)
- 2010 – Eduard Bakalář, český psycholog (* 31. října 1934)
- 2013 – Alena Maxová, překladatelka a rozhlasová redaktorka (* 20. března 1920)

### Svět
- 0999 – Řehoř V., papež (* 972)

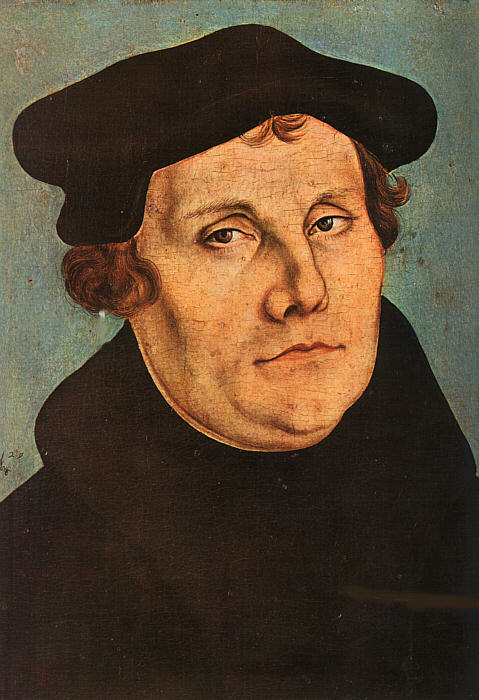
Martin Luther († 1546)

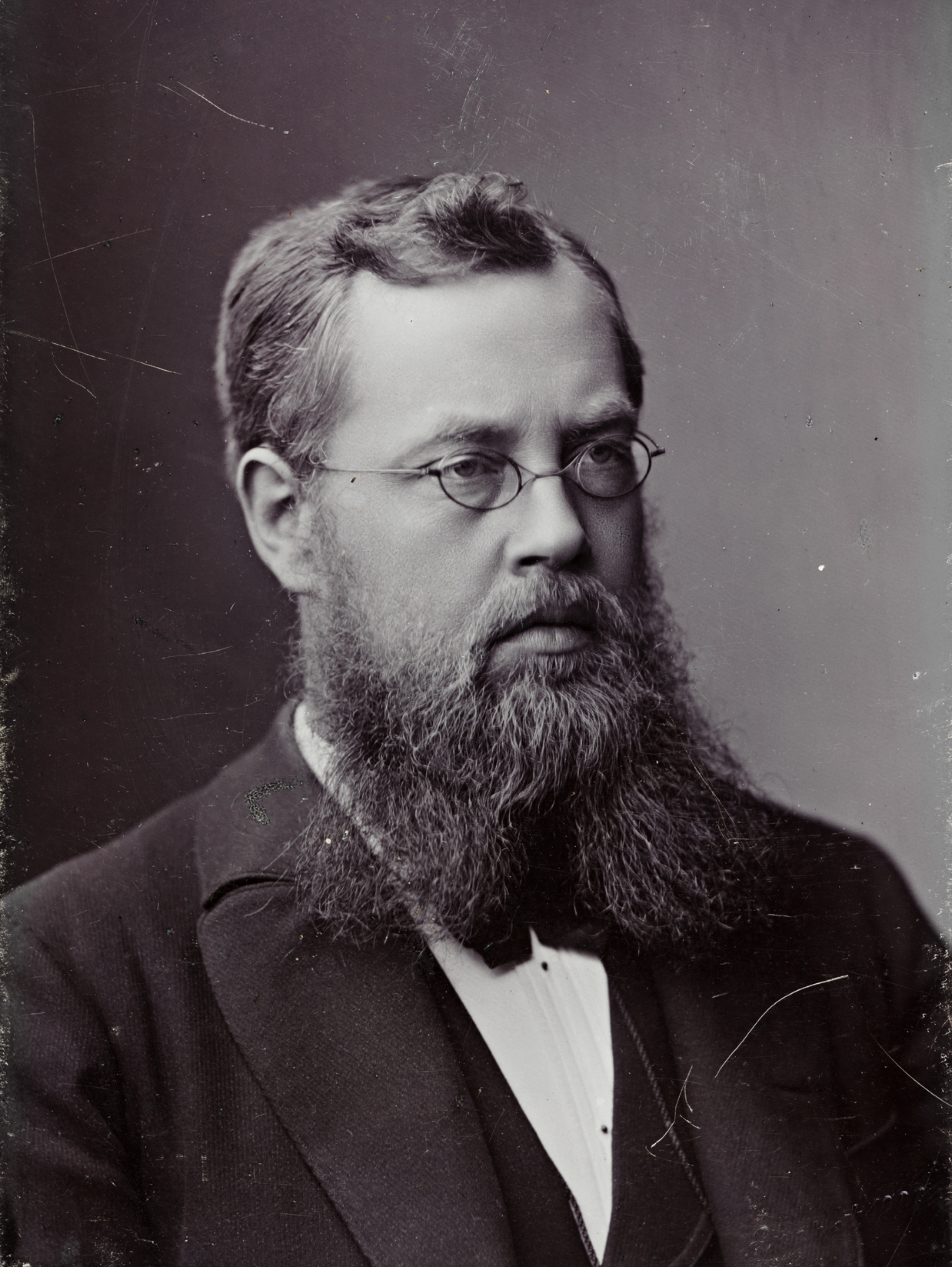
Sophus Lie († 1899)

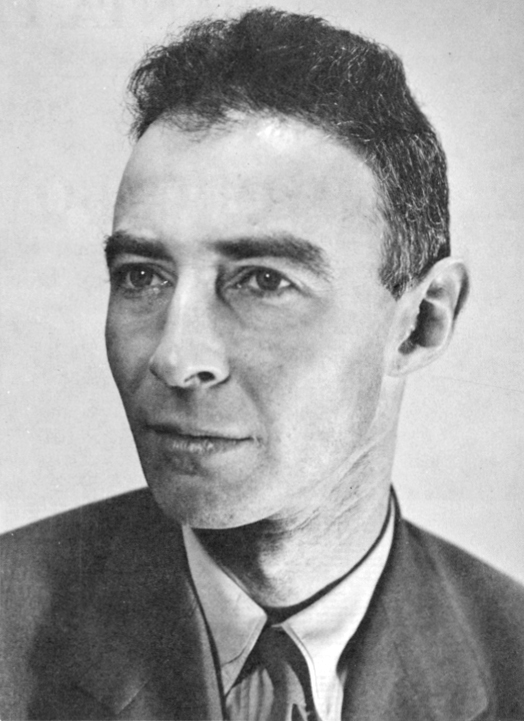
Robert Oppenheimer († 1967)

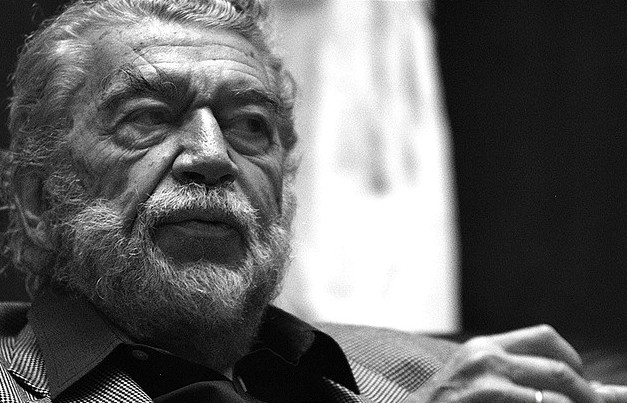
Alain Robbe-Grillet († 2008)

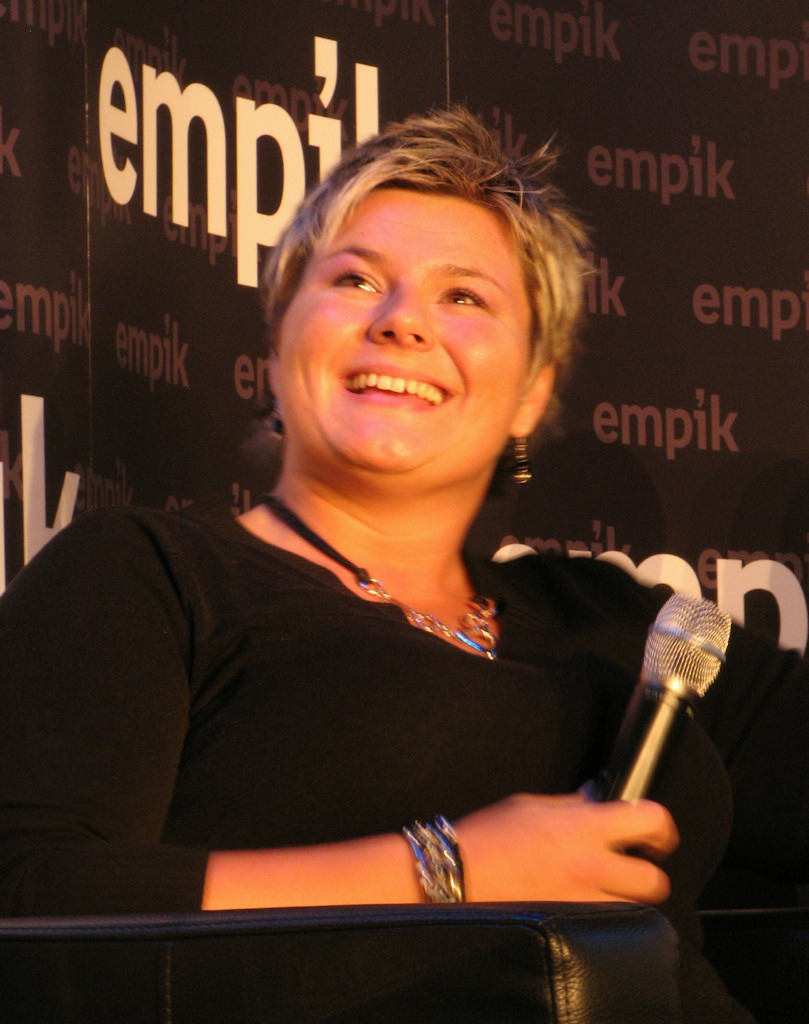
Kamila Skolimowska († 2009)

- 1139 – Jaropolk II. Vladimírovič, veliký kníže kyjevský (* 1082)
- 1221 – Dětřich Míšeňský, míšeňský a lužický markrabě (* 1162)
- 1294 – Kublaj, mongolský Velký chán a vojevůdce (* 23. září 1215)
- 1405 – Tamerlán, turkický vojevůdce a dobyvatel (* 8. dubna 1336)
- 1455 – Fra Angelico, italský mnich a malíř rané renesance (* 1395)
- 1478 – Ču Čan-šan, syn čínského císaře Chung-siho (* 4. dubna 1406)
- 1535 – Heinrich Cornelius Agrippa von Nettesheim německý teosof, okultista, alchymista a lékař (* 14. září 1486)
- 1546 – Martin Luther, německý teolog, kazatel a reformátor, zakladatel luteránství (* 10. listopadu 1483)
- 1558 – Eleonora Habsburská, královna portugalská a francouzská († (15. listopadu 1498)
- 1564 – Michelangelo Buonarroti, italský renesanční architekt, sochař, malíř a básník (* 6. března 1475)
- 1675 – Marie Eleonora Braniborská, braniborská princezna a falcká lankraběnka (* 1. dubna 1607)
- 1679 – Anne Conwayová, anglická filosofka (* 14. prosince 1631)
- 1682 – Baldassare Longhena, italský architekt (* 1598)
- 1695 – György Széchenyi, uherský primas a arcibiskup ostřihomský (* 1592)
- 1701 – Gian Domenico Partenio, italský zpěvák, kněz a hudební skladatel (* 5. června 1633)
- 1745 – Nicola Fago, italský barokní skladatel (* 26. února 1677)
- 1748 – Otto Ferdinand von Abensberg und Traun, rakouský polní maršál (* 27. srpna 1677)
- 1790 – Alžběta Vilemína Württemberská, manželka Františka II. (* 21. dubna 1767)
- 1799 – Johann Hedwig, německý botanik (* 8. prosince 1730)
- 1803 – Johann Wilhelm Ludwig Gleim, německý básník (* 2. dubna 1719)
- 1827 – Antoine Nicolas Duchesne, francouzský botanik (* 7. října 1747)
- 1840 – Alžběta Kristýna Ulrika Brunšvicko-Wolfenbüttelská, první manželka Fridricha Viléma II. Pruského (* 9. listopadu 1746)
- 1851 – Carl Gustav Jacob Jacobi, německý matematik (* 10. prosince 1804)
- 1873 – Vasil Levski, bulharský vlastenec a revolucionář (* 18. července 1837)
- 1890 – Gyula Andrássy, první ministerský předseda Uherského království (* 8. března 1823)
- 1895 – Albrecht Fridrich Rakousko-Těšínský, těšínský kníže, rakouský arcivévoda (* 3. srpna 1817)
- 1899
  - Marie Imakuláta Neapolsko-Sicilská, princezna bourbonská a arcivévodkyně rakouská (* 14. dubna 1844)
  - Sophus Lie, norský matematik (* 17. prosince 1842)
- 1906 – Adolph von Asch, bavorský ministr války (* 30. října 1839)
- 1913 – George Washington Custis Lee, syn generála Roberta Edwarda Lee (* 16. září 1832)
- 1915 – Harry Ward Leonard, americký elektrotechnik a vynálezce (* 8. února 1861)
- 1924 – Jakob Bosshart, švýcarský spisovatel (* 7. srpna 1862)
- 1930 – Johannes Driesch, německý malíř (* 21. listopadu 1901)
- 1931 – Peter Elfelt, dánský fotograf a filmový režisér (* 1. ledna 1866)
- 1932
  - Machiel Hendricus Laddé, nizozemský fotograf a filmový režisér (* 5. listopadu 1866)
  - Fridrich August III. Saský, poslední saský král z rodu Wettinů (* 25. května 1865)
- 1937
  - Grigorij Konstantinovič Ordžonikidze, gruzínský a sovětský politik (* 24. října 1886)
  - Wilhelm Michaelsen, německý zoolog (* 9. října 1860)
- 1939 – Jakub Lorenc-Zalěski, lužickosrbský spisovatel (* 18. července 1874)
- 1941 – Karol Wojtyła st., poručík Rakousko-uherské armády, otec papeže Jana Pavla II. (* 18. července 1879)
- 1947 – Jáchym Arnošt Anhaltský, poslední anhaltský vévoda (* 11. ledna 1901)
- 1950 – Prežihov Voranc, slovinský spisovatel, komunistický politik (* 10. srpna 1893)
- 1955 – Tadeusz Michejda, polský architekt (* 22. května 1885)
- 1957 – Henry Norris Russell, americký astronom (* 25. října 1877)
- 1959 – Gago Coutinho, portugalský námořník, pilot a historik (* 17. února 1869)
- 1963 – Fernando Tambroni, premiér Itálie (* 25. listopadu 1901)
- 1964
  - Ján Borodáč, slovenský herec, dramatik, divadelní režisér a pedagog (* 18. června 1892)
  - Joseph-Armand Bombardier, kanadský vynálezce (* 16. dubna 1907)
- 1967 – Robert Oppenheimer, americký fyzik (* 22. dubna 1904)
- 1969 – Dragiša Cvetković, jugoslávský premiér (* 15. ledna 1893)
- 1973 – Frank Costello, mafiánský boss (* 26. ledna 1891)
- 1982 – Ngaio Marshová, novozélandská divadelní režisérka a spisovatelka (* 23. dubna 1895)
- 1995 – Denny Cordell, anglický hudební producent (* 1. srpna 1943)
- 1999 – Andreas Feininger, americký fotograf (* 27. prosince 1906)
- 2001
  - Balthus, polsko-francouzský malíř (* 29. února 1908)
  - Claude Davey, velšský ragbista (* 14. prosince 1908)
- 2003 – Iser Har'el, ředitel Mosadu (* 1912)
- 2004 – Jean Rouch, francouzský filmař a antropolog (* 31. května 1917)
- 2006 – Sirr al-Chatim al-Chalífa, prezident a premiér Súdánu (* 1. ledna 1919)
- 2008 – Alain Robbe-Grillet, francouzský spisovatel (* 18. srpna 1922)
- 2009
  - Snooks Eaglin, americký bluesový kytarista a zpěvák (* 21. ledna 1936)
  - Kamila Skolimowska, polská atletka, olympijská vítězka v hodu kladivem (* 4. listopadu 1982)
- 2012 – Roald Aas, norský rychlobruslař a cyklista, olympijský vítěz (* 25. března 1928)
- 2013
  - Kevin Ayers, britský hudebník (* 16. srpna 1944)
  - Otfried Preußler, německý spisovatel (* 20. října 1923)
- 2014 – Bernd Noske, německý hudebník (* 17. srpna 1946)
- 2015 – Wilhelm Störmer, německý historik (* 13. září 1928)
- 2020
  - José F. Bonaparte, argentinský paleontolog (* 14. června 1928)
  - Flavio Bucci, italský herec (* 25. května 1947)

## Svátky

### Česko
- Gizela, Gisela
- Simeon
- Konstance, Konstancie
- Claudius, Klaudie, Claudia

### Svět
- Slovensko: Jaromír
- USA: Presidents’ Day (je-li pondělí)
- Gambie: Den nezávislosti
- Írán: Smrt Mohameda
- Izrael: Den matek
- Nepál: Den ústavy

### Liturgický kalendář
- Sv. Simeon Jeruzalémský
- Fra Angelico

## Pranostiky

### Česko
- O svatém Šimoně schází sníh ze stráně.

| 18. únor v pražském KlementinuÚdaje jsou platné k 8. 7. 2025. | 18. únor v pražském KlementinuÚdaje jsou platné k 8. 7. 2025. | 18. únor v pražském KlementinuÚdaje jsou platné k 8. 7. 2025. |
| minimum                                                       | denní průměr                                                  | maximum                                                       |
| ------------------------------------------------------------- | ------------------------------------------------------------- | ------------------------------------------------------------- |
| −22,1 °C (1827)                                               | 1,1 °C (od 1961)                                              | 14,0 °C (2023)                                                |